# Lúcio Júlio Paulino
Lúcio Júlio Paulino (em latim: Lucius Iulius Paulinus) foi um oficial romano do século III, ativo durante o reinado Marco Aurélio Caro (r. 282–283). Segundo uma inscrição de Lépcis Magna na Tripolitânia era homem claríssimo e procônsul da África em 283. Ele talvez pode ser associado ao cônsul homônimo.